# Султан-Масуд Мірза
Султан-Масуд Мірза (*д/н — після 1439) — володар Кабула, Кандагару, Газні, Балху і Тохаристану в 1426—1439 роках. Відомий також як Масуд Кабулі.

## Життєпис
Походив з династії Тимуридів. Син Суюрґатмиша. Відомостей про нього обмаль. 1426 року після раптової смерті батька успадкував його володіння, що охоплювали значні області (практично увесь сучасний Афганістан).
Сприяв внутрішній стабілізації регіону, наведенню ладу, приборканні племен та розчищення шляхів від розбійників. Відбувається відродження міста та господарства, зокрема чималу увагу приділено розвитку Кабула. Водночас Султан-Масуд Мірза відчув себе досить самостійним, оскільки його дід Шахрух Мірза більше уваги приділяв збереженню влади Тимуридів в Персії та на Кавказі.
Було встановлено дружні відносини з Бахлул Ханом Лоді, що став фактично незалежним правителем Пенджабу, відколовшись від Делійського султанату. 1439 року рішенням Шахрух Мірзи було позбавлено влади та відправлено до Герату. Причиною цього стало надмірна самостійність Султан-Масуда Мірзи або його можлива допомога Бахлул ханові у війні проти султана Мухаммед-шаха, що був васалом Шахрух Мірзи. Новим правителем цих земель став Каратшар, брат Султан-Масуда.